# Kosmos 481
O Kosmos 481 (em russo: Космос 481) também denominado DS-P1-Yu Nº 51, foi um satélite artificial soviético lançado ao espaço com sucesso no dia 25 de março de 1972 através de um foguete Kosmos-2I a partir do Cosmódromo de Plesetsk.

## Características
O Kosmos 481 foi o quinquagésimo primeiro membro da série de satélites DS-P1-Yu e o quadragésimo sexto lançado com sucesso após o fracasso dos lançamentos do segundo, do vigésimo terceiro, do trigésimo segundo, do quadragésimo e do quadragésimo quarto membros da série. Sua missão era auxiliar sistemas antissatélites e antimíssil soviéticos.
O Kosmos 481 foi injetado em uma órbita inicial de 540 km de apogeu e 279 km de perigeu, com uma inclinação orbital de 71 graus e um período de 92,3 minutos. Reentrou na atmosfera terrestre em 2 de setembro de 1972.